# فيكتور رود
فيكتور رود (بالإنجليزية: Victor Rudd)‏ مواليد 18 مارس 1991 في لوس أنجلوس، هو لاعب كرة سلة أمريكي. بدأ مسيرته الاحترافية في سنة 2014. يحمل الرقم 3. يبلغ طوله 6 قدم 9 بوصة (2.1 م). لعب مع نيجني نوفغورود في دوري اتحاد في تي بي ومكابي تل أبيب لكرة السلة.

## إحصائيات المسيرة

### الدوري الأوروبي
| السنة   | الفريق                   | لعب | بدأ | دقيقة | ميداني% | ثلاثية | حرة  | ارتداد | صنع | استلاب | تصدي | نقطة | أداء |
| ------- | ------------------------ | --- | --- | ----- | ------- | ------ | ---- | ------ | --- | ------ | ---- | ---- | ---- |
| 2016–17 | مكابي تل أبيب لكرة السلة | 30  | 20  | 25.8  | .460    | .364   | .781 | 4.3    | 1.7 | 0.7    | 0.3  | 10.1 | 10.3 |
| المسيرة |                          | 30  | 20  | 25.8  | .460    | .364   | .781 | 4.3    | 1.7 | 0.7    | 0.3  | 10.1 | 10.3 |

## روابط خارجية
- فيكتور رود على موقع كرة السلة الأوروبية.كوم (الإنجليزية)
- فيكتور رود على موقع كلية كرة السلة في سبورتس رفرنس.كوم (الإنجليزية)
- فيكتور رود على موقع ريلجم (الإنجليزية)
- فيكتور رود على موقع بروبوليرز (الإنجليزية)
- فيكتور رود على موقع سبورتس رفرنس (الإنجليزية)
- فيكتور رود على موقع سبورتس رفرنس (الإنجليزية)